# Panlatinismus
Panlatinismus je ideologie, která prosazuje sjednocení latinských národů.

## Historie
Dříve se mělo za to, že panlatinismu dal ve středověku vzniknout italský básník Dante Alighieri, když podpořil nápad, aby latinské národy vládly světu nebo přinejmenším Evropě. Termín panlatinismus zavedl kolem roku 1860 kolumbijský spisovatel José María Torres Caicedo. Panlatinismus vznikl z představy společné latinské rasy.
Panlatinismus se poprvé dostal do popředí ve Francii, zejména pod vlivem politika Michela Chevaliera (1806 – 1879), který stavěl do protikladu Latinoameričany a americké Anglosasy. Francouzský spisovatel 19. století Stendhal hovořil o latinismu jako o imperiální myšlence, podle níž by měli Latinové vládnout svým nelatinským sousedům. Později jej přijal Napoleon III., který deklaroval podporu kulturní jednotě latinských národů a představil Francii jako moderního vůdce latinských národů, aby ospravedlnil francouzský zásah do mexické politiky vedoucí k vytvoření druhého mexického císařství. V roce 1860 představil francouzský lingvista Cyprien Robert projekt konfederace národů „gallo-latinského“  původu (obyvatelstva Britských ostrovů, Pyrenejského poloostrova, Francouzůi, Italů, Rumunů a Němců z levého břehu Rýna) v knize s názvem Le Panlatinisme. Realizace tohoto projektu by umožnila politickou jednotu Západu pod nespornou hegemonií Francie. Tento politický orgán by byl dostatečně silný, aby se postavil „panslavistické hrozbě“, stejně jako Američanům a Číňanům.
Po porážce Francie v prusko-francouzské válce a vytvoření německého státu francouzský politický teoretik Gabriel Hanotaux odmítl tvrzení, že éra imperiální nadvlády latinských národů, zejména francouzských, skončila a že nová éra je érou imperiální nadvlády anglosaských, germánských a slovanských národů lidí. Hanotaux tvrdil, že latinské národy hrály imperiální roli při kolonizaci Afriky a že by měly mít imperiální državy zahrnující Afriku a Jižní Ameriku. Imperiálními državami anglosaských národů by měla být Severní Amerika, germánské národy by měly mít střední Evropu a slovanské národy by měly mít Sibiř.
Myšlenka panlatinismu se trvale otiskla do zavedení termínu Latinská Amerika. 